# Civilisation du maïs
La civilisation du maïs est l'ensemble des territoires et populations dont le maïs est (ou plutôt était) la principale culture et le principal aliment. Elle recouvre le continent américain et s'oppose à ce titre aux civilisations du blé (Europe et Moyen-Orient) et du riz (Asie).
Ce concept forgé par l'historien français Fernand Braudel s'applique principalement à l'histoire du monde de l'Antiquité au XVIIIe siècle. Dès la fin du XVIIIe siècle, la première mondialisation brouille en effet les pistes et rend cette description obsolète. Ainsi, le blé est massivement introduit par les Européens sur le continent américain dès le XVIIe siècle.
Le maïs est la plante de civilisation du continent américain pré-colombien. Étrangement, les érudits européens du XVIIIe siècle pensaient que cette plante venait d'Asie alors qu'elle fut introduite en Europe à la suite de la découverte du Nouveau Monde par Christophe Colomb. Le maïs est la culture de base des plus solides civilisations pré-colombiennes comme les Incas, les Mayas et les Aztèques.

## Source
- Fernand Braudel, Civilisation matérielle, économie et capitalisme, XVe-XVIIIe siècle, Paris, Armand Colin, 1979, volume 1, chapitre « Le pain de chaque jour », p.81-152.